# Койтере
Койтере (фин. Koitere) — одно из крупнейших озёр Финляндии (26-е по размеру). Расположено на юго-востоке страны в области Северная Карелия, в коммуне Иломантси.
Площадь озера составляет 167 км², оно находится на высоте 143 м над уровнем моря. Длина береговой линии составляет более 424 км. На озере насчитывается 451 остров. Из Койтере вытекает река Койтайоки.
На озере развита летняя и зимняя рыбалка. Здесь водятся: судак, окунь, щука, налим, лещ, озёрная форель и сиг.
В честь озера Койтере на Титане, спутнике Сатурна, названо одно из метановых озёр.